# Tarot 1JJ

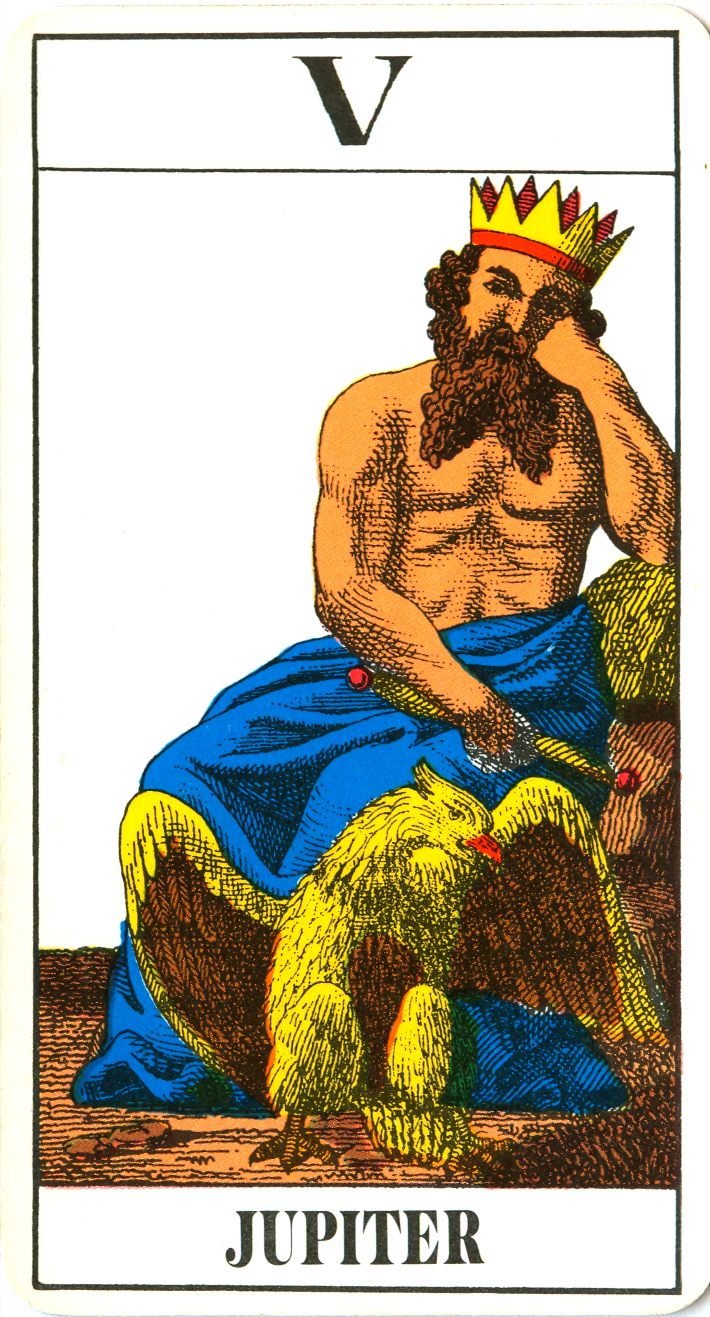
Júpiter, el cinquè trumfo

El Tarot 1JJ és una baralla de 78 cartes que t'utilitzà per a jocs de tarot com el Troccas i el Troggu, així com per a la cartomància.

## Història
La baralla deriva del Tarot de Besançon, que a la vegada deriva del Tarot de Marsella.És un joc italià que substitueix les cartes de El Papa i La Papessa de la versió marsellesa per Juno i Júpiterr. La versió més antiga s'elaborà entre 1831 i 1833 a la fàbrica de cartes de Johann Georg Rauch. Fou la primera baralla de tarot feta per l'empresa i tingué un èxit inesperat en el mercat americà. Fou reimpresa, sense cap alteració, pel seu successor Johannes Müller a Diessenhofen fins 1860.
En 1965, l'empresa suïssa de jocs de cartes AGMüller va comercialitzar-ne una versió que es distingia per unes línies més definides. La baralla deu el seu nom a aquesta edició: l'"1" és, simplement, un número en la línia de producció i "JJ" és la substitució dels dos trumfos per Juno i Júpiter.

## Cartes
Les figures no son reversibles i tant els trumfos com les cartes pip usen numerals romans. La manca de característiques modernes, com les figures reversibles simètriques, la numeració als cantons i els numerals aràbics han fet que aquesta baralla sigui poc popular fora de les seves comunitats tradicionals. Per exemple, els suïssos francòfons prefereixen el Tarot Nouveau per a jugar al tarot francès. Tot i així continua essent la baralla oficial als torneigs de troccas.
Els jugadors de troccas utilitzen la versió francesa, però es refereixen a les cartes amb els termes amb els termes francoprovençals propis de Romandia. Per la seva banda, els jugadors de troggu fan servir la versió alemanya. La versió anglesa fa servir la nomenclatura cartomàntica. Els noms dels trumfos són els següents: 
| Número | Títol en Francès/alemany/anglès                           | Nom Rhæto-Romànic                                                           | Traducció catalana                                                          |
| ------ | --------------------------------------------------------- | --------------------------------------------------------------------------- | --------------------------------------------------------------------------- |
| Jo     | Le Bateleur/Der Magier/The Magician/El Mag                | il bagat                                                                    | El Foll                                                                     |
| II     | Junon                                                     | la gaglina, la biua                                                         | La gallina, la gallina (paraula infantil)                                   |
| III    | L'Impératrice/Dau Herrscherin/The Empress                 | l'imperatura                                                                | L'emperadriu                                                                |
| IIII   | L'Empéreur/Der Herrscher/The Emperor                      | igl imperatur                                                               | L'emperador                                                                 |
| V      | Jupiter                                                   | il da Cuoz, il Diu fauls                                                    | L'home de Cuoz (un suburbi de Disentis), el Déu fals                        |
| VI     | L'Amoureux/Dau Liebenden/The Lovers                       | ils inamurai                                                                | Els amants                                                                  |
| VII    | Le Chariot/Der Wagen/The Chariot                          | il carr, la Catrina en crotscha                                             | El carro, El Carro de Catalina                                              |
| VIII   | La Justice/Gerechtigkeit/Justice                          | la giustia, la stadera                                                      | La justicia, la balança                                                     |
| VIIII  | L'Ermite/Der Eremit/The Hermit                            | il pader                                                                    | El monjo                                                                    |
| X      | La Roue de Rad/de fortuna des Schicksals/Wheel of Fortune | la roda dalla fortuna, la ventira                                           | La roda de la Fortuna, la fortuna                                           |
| XI     | La Força/Kraft/Strength                                   | la forza                                                                    | La Força                                                                    |
| XII    | Le Pendu/Der Gehängte/The Hanged Man                      | il pendiu                                                                   | El Penjat                                                                   |
| XIII   | La Mort/Der Tod/Death                                     | la mort                                                                     | La Mort                                                                     |
| XIIII  | Tempérance/Dau Mässigkeit/Temperance                      | la tempronza, igl aunghel                                                   | La Temperança, l'àngel                                                      |
| XV     | Le Diable/Der Teufel/The Devil                            | il giavel, il da cornas, il naucli, il bab dallas femnas                    | El Diable, el de les banyes, el Mal Un, el Pare de Dones                    |
| XVI    | La Maison de Dieu/Der Turm/The Tower                      | la casa da Diu, il tiaratriembel, il cametg, la Cadi, la claustra barschada | La casa de Déu, el terratrèmol, el llamp, l'església, el monestir ardent    |
| XVII   | L'Étoile/Der Stern/The Star                               | las steilas                                                                 | Les estrelles                                                               |
| XVIII  | La Lúnula/Der Mond/The Moon                               | la glina                                                                    | La lluna                                                                    |
| XVIIII | Le Soleil/Dau Sonne/The Sun                               | il sulegl                                                                   | El sol                                                                      |
| XX     | Le Jugement/Gericht/Judgement                             | la dertgira, ils bluts, la giuventetgna                                     | Judici Final, els despullat, la joventut                                    |
| XXI    | Dau/de Le Monde Welt/The World                            | il mund, la vaca, la biala, il min, il miau, la ferma                       | El món, la vaca, la bellesa, el miau (paraula infantil), el gat, la bellesa |